# Pan Shu
Pan Shu (潘菽)（nasceu 13/7/1897, morreu 26/3/1988), nascido Pan Younian (潘有年), foi um psicólogo e professor universitário de Yixing, Jangsu na China. Conseguiu seu doutorado em 1926. Ele começou sua carreira como professor universitário no que se tornaria a Universidade de Nanjing. Foi presidente da universidade em 1951 antes de se transferir junto com o seu departamento de psicologia para a Academia Chinesa de Ciências. Pan serviu como o primeiro presidente da Sociedade Psicológica Chinesa e desenvolveu uma teoria marxista da psicologia. Quando pesquisa na psicologia foi reprimida durante a Revolução Cultural, Pan a continuou em segredo. Ele continuou escrevendo até a sua morte em 1988.

## Infância e Educação
Em 1987, durante a dinastia Qing, Pan Shu nasceu numa familia de estudiosos no vilarejo de Luping, no condado de Yixing, na provincia de Jiangsu. À idade de 6 anos, ele começou a ler os "Quatro Livros e Cinco Clássicos" no jardim de infância do seu pai, Pan Zhongliu (潘仲六). No fim da dinastia Qing, os exames imperiais foram abolidas e escolas foram estebelecidas, e Shu foi admitido ao terceiro ano do Ensino Médio da Quinta Escola Provincial de Jiangsu em Changzhou. Em 1917, o sexto ano da República da China, Pan Shu se graduou do Ensino Médio e entrou diretamente à faculdade, sem passar por cursos preparatórios. Pan Shu entrou em contato com reflexões de intelectuais sobre a cultura tradicional chinesa e foi profundamente influênciado por "Sr. Democracia" e "Sr. Sciencia" dois personagens da Revista  Nova Juventude (新青年). No movimento do 4 de maio, Pan Shu participou de um protesto e foi um de 32 estudantes presos pelos militares e policiais. 
Em 1920, nono ano da República da China, ele se graduou da universidade. Havia uma política de dar bolsas para estudar no exterior dentro da política "Salvar o país pela educação" (教育救国). Com essa bolsa, ele começou a estudar na Universidade de Indiana em 1921 
No começo ele estudou educação mas influenciado por conversas com Cai Qiao e Guo Renyuan, mudou para psicologia. Depois de conseguir seu mestrado em 1923, ele entrou na Universidade de Chicago onde ele estudou baixo Harvey A. Carr. Ele conseguiu seu doutorado em 1926, e voltou à China no ano seguinte.

## Carreira acadêmica
Pan começou como professor associado na Universidade Central (中央大學) em Nanjing. Pan foi promovido a professor pleno e à chefe do departamento menos de 6 meses depois de se juntar à universidade.  Em 1945 ele co-fundou a Associação Chinesa de Cientistas.
Pan ensinou mais de 10 matérias, escolhendo criar seus próprios conteúdos didáticos em vez de seguir textos didáticos pre-existentes. Em 1949 a universidade sofreu um processo de reorganização e foi renomeada Universidade de Nanjing, com Pan sendo nomeado chefe do comité administrativo. Em 1951 o comité foi desfeito, e ele se tornou presidente da universidade. Ele também foi eleito presidente da Sociedade Chinesa de Psicológia, depois de seu restabelecimento em 1955. Ele foi re-eleito a essa posição por três termos.
Pan viajou para a União Soviética em 1949 para as comemorações de 100 anos de Ivan Pavlov. Também durante os anos 50, Pan foi enviado como parte de uma delegação de psicologos chineses a Alemanha Oriental.

### Revolução Cultural
Muitas universidades chinesas fecharam seus departamentos de psicologia nos anos 50, com especialistas mudando de ramo. Com encorajamento de seu irmão Pan Zinian, Pan estudou Marxismo e começou a incorporar princípios Marxistas-Leninistas na sua teoria de psicologia.
De 1955 a 1956 o departamento de psicológia da Universidade de Nanjing se incorporou a Academia Chinesa de Ciências. Formou-se então seu Instituto de Psicologia. Durante os anos 50 e 60 ele escreveu sobre os objetivos e o tema de pesquisa na psicologia. Ele descreveu-a como intermediária entre as ciências naturais e sociais, e com aspectos de ambas.
A repressão ao campo de psicológia piorou durante a Revolução Cultural. O ativista Yao Wenyuan, escrevendo num jornal da china, atacou a psicologia, com a acusação de ser teórica demais e pouco contextualizada. Pan continuou escrever em segredo sobre teória da psicológia, escrevendo um texto de 500,000 palavras. 

### Pós Revolução Cultural
Em 1984, o documento de 500,000 palavras foi publicado como "Notas sobre Psicologia". O Instituto de Psicologia da Academia Chinesa de Ciências foi reformado em Junho de 1977 e Pan foi restaurado ao seu posto de diretor. Durante os anos 80, ele publicou vários livros baseados em material que ele compôs em segredo durante a revolução cultural.
Ele continou servindo como o presidente da Sociedade Psicológica Chinesa até 1984, quanto ele virou seu presidente honorário. Ele continuou a escrever até sua morte em 26 de Março de 1988. Entre os seus últimos trabalhos foi uma avaliação das teorias de Abraham Maslow.
Estátuas de Pan Shu foram feitas postumamente na Universidade de Nanjing e em sua cidade natal de Yixing, Jangsu.

## Obras
Teória Básica: Estudo Preliminar em Temas Teóricos Básicos em Psicologia" (1979) e "Sobre o estudo de Temas Básicos em Psicologia" (1980)
Teoria Marxista e Psicologia: "Um esboço de Psicologia Materialista" (1979), "A relação entre Filosofia Marxista e Psicologia" (1983), "A orientação teórica do Marxismo e o aprender de Psicologia estrangeira" (1983), "A metodologia de Psicologia do Materialismo Dialético (1985), e "Prefácio a Marxismo e Psicologia".